# 엘젬
엘젬(아랍어: قصر الجمّ, 프랑스어: El Djem, 라틴어: Thysdrus)은 튀니지 마디아 주에 위치한 도시로, 인구는 18,302명(2004년 기준)이며 아프리카의 도시 가운데 로마의 영향을 많이 받은 도시이다.

## 역사
튀니지의 거의 모든 로마인 체류 지역과 마찬가지로 카르타고인의 체류 지역 위에 건설되었다. 특히 2세기 때 로마 제국 시대에 건설된 티스드루스(Thysdrus)는 오늘날과 같이 건조하지 않은 기후 아래에서 수출용 올리브유 제조업의 중심 도시로 번영했다. 이 거리는 지금과 같은 로마 가톨릭 교회의 직함인 대주교를 겸했다.
3세기 초 원형 극장이 건설될 무렵 티스드루스는 로마 제국에서 카르타고에 이어 두 번째로 큰 북아프리카의 도시의 자리를 놓고 하드루메툼(Hadrumetum, 현재의 수스)과 경쟁했지만 238년에 벌어진 반란 때 고르디아누스 1세가 카르타고 인근에 있는 별장에서 자살했고 막시미누스 트락스 황제에 충성을 맹세한 로마 군대가 도시를 파괴했는데 이 때 벌어진 파괴 이후로 더 이상 회복되지 않았다. 1979년 이 곳에 있는 원형극장이 유네스코가 지정한 세계유산으로 선정되었다.